# Tadeusz Kusy

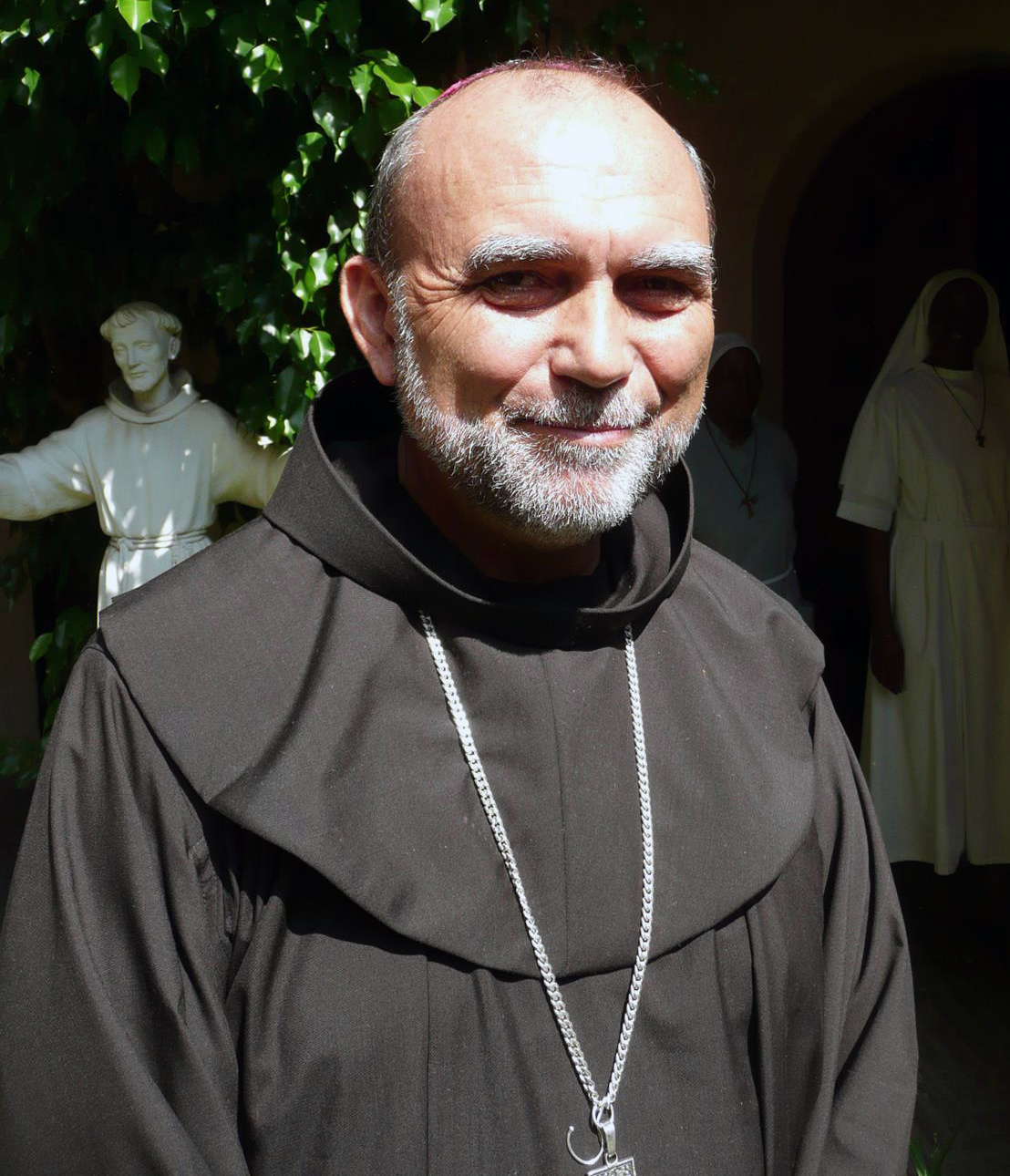
Tadeusz Kusy OFM (2014)

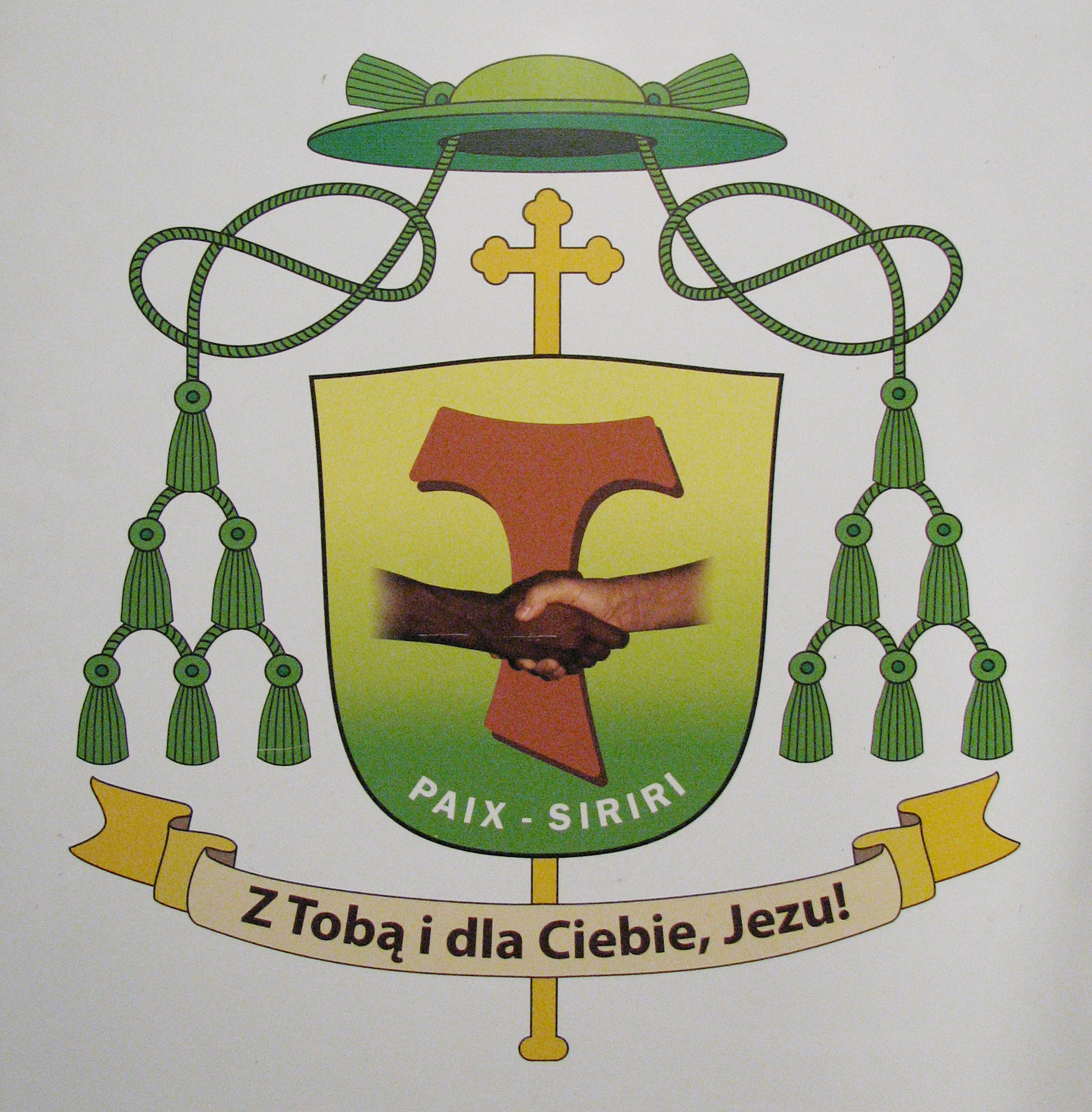
Bischofswappen von Tadeusz Kusy

Tadeusz Zbigniew Kusy OFM (* 2. Dezember 1951 in Cieszyn; † 31. März 2024 in Kaga-Bandoro) war ein polnischer römisch-katholischer Ordensgeistlicher und Bischof von Kaga-Bandoro.

## Leben
Tadeusz Kusy besuchte die Grundschule und die weiterführende Schule in Cieszyn. Nachdem er 1969 dort das Abitur erlangt hatte, trat er in der Ordensprovinz Kattowitz der Ordensgemeinschaft der Franziskaner bei. Am 30. August 1970 legte er die zeitliche Profess ab und nahm den Ordensnamen Zbigniew an. Anschließend studierte Kusy Philosophie und Katholische Theologie am Priesterseminar der Franziskaner in Kattowitz. Er legte am 26. August 1974 die ewige Profess ab und empfing am 15. April 1976 in der Christkönigskathedrale in Kattowitz durch den Bischof von Kattowitz, Herbert Bednorz, das Sakrament der Priesterweihe.
Kusy war nach der Priesterweihe zunächst als Pfarrvikar und Studentenseelsorger in Kattowitz tätig. 1979 wurde er als Missionar nach Zaire (heute: Demokratische Republik Kongo) entsandt, wo er zuerst als Pfarrvikar in Kinkondja im Bistum Kamina wirkte. Von 1980 bis 1986 war er Novizenmeister der Franziskaner in Mbuji-Mayi im Bistum Mbujimayi und in Lukafu im Bistum Kilwa-Kasenga. 1986 wurde Kusy für weiterführende Studien nach Frankreich entsandt, wo er 1989 am Institut Catholique de Paris bei Joseph Levesque und Marcel Neusch mit der Arbeit La vie consacrée autochtone au Zaïre: dimension d’une maturation ecclésiale („Das geweihte Leben der einheimischen Ordensleute in Zaire: Dimension einer kirchlichen Entwicklung“) ein Lizenziat im Fach Katholische Theologie erwarb. Danach ging er in die Zentralafrikanische Republik, wo er im Bistum Bangassou als Pfarrer in Obo (1989–2000) und in Rafaï (2000–2001) tätig war. Ab 2001 war Kusy verantwortlich für die Postulanten und für die Ausbildung der Franziskaner in Bangui. Zudem leitete er von 2003 bis 2007 die Diözesankommission für das geweihte Leben. Darüber hinaus gehörte er von 2004 bis 2007 und ab 2009 dem Konsultorenkollegium des Erzbistums Bangui an.
Am 31. Mai 2014 ernannte ihn Papst Franziskus zum Koadjutorbischof von Kaga-Bandoro. Der Erzbischof von Bangui, Dieudonné Nzapalainga CSSp, spendete ihm am 15. August desselben Jahres in der Kathedrale Notre-Dame de l’Immaculée Conception in Bangui die Bischofsweihe; Mitkonsekratoren waren der Bischof von Kaga-Bandoro, Albert Vanbuel SDB, und der emeritierte Bischof von Kole, Stanislas Lukumwena Lumbala OFM. Kusy wählte den Wahlspruch Tecum et tibi Jesu („Mit dir und für dich, Jesus“).
Nach dem Rücktritt Albert Vanbuels SDB am 27. September 2015 trat Kusy dessen Nachfolge als Bischof von Kaga-Bandoro an. 2018 nahm er an der 15. ordentlichen Vollversammlung der Bischofssynode zum Thema Jugend, Glaube und Berufungsentscheidung teil.